# Receptor retinoinske kiseline beta
Receptor retinoinske kiseline beta (RAR-beta), also known as NR1B2 (nuclear receptor subfamily 1, group B, member 2) is a nuclear receptor encoded by the  gene.
Ovaj gen kodira receptor retinoinske kiseline beta, koji je član tiroid-steroid hormon receptorske super-familije nuklearnih transkripcionih regulatora. Ovaj receptor je lokalizovan u citoplazmi i u sub-nuklearnim kompartmanima. On vezuje retinoinsku kiselinu, biološki aktivnu formu vitamina A čime posreduje ćelijsku signalizaciju embrionske morfogene, ćelijski rast i diferencijaciju. Smatra se da ovaj protein ograničava rast mnogih ćelijskih tipova putem regulacije izražavanja gena. Ovaj gen je prvo identifikovan kod hepatocelularnih karcinoma, kod kojih se on nalazi pored integracionog mesta hepatitis B virusa. Ovaj gen izražava najmanje dve transkriptne varijante; jedan dodatni transkript je bio opisan, ali puna dužina njegovog proteina nije bila određena.

## Interakcije
Pokazano je da receptor retinoinske kiseline beta ima interakciju sa Nuklearni receptor srodnim 1 proteinom.

## Literatura
- Dejean A, de Thé H (1990). „Hepatitis B virus as an insertional mutagene in a human hepatocellular carcinoma.”. Mol. Biol. Med. 7 (3): 213—22. PMID 2170809.
- Sun, S. Y. (2004). „Retinoic acid receptor beta and colon cancer.”. Cancer Biol. Ther. 3 (1): 87—8. PMID 14726690.
- Saba N, Jain S, Khuri F (2004). „Chemoprevention in lung cancer.”. Current problems in cancer. 28 (5): 287—306. PMID 15375805. doi:10.1016/j.currproblcancer.2004.05.005.
- Klein, O.; Y, Grignon; Civit, T.;  . (2006). „[Methylation status of RARbeta gene promoter in low and high grade cerebral glioma. Comparison with normal tissue. Immuno-histochemical study of nuclear RARbeta expression in low and high grade cerebral glioma cells. Comparison with normal cells. 48 tumors]”. Neuro-Chirurgie. 51 (3-4 Pt 1): 147—54. PMID 16389900.
- Katahira, M.; Knegtel, R. M.; Boelens, R.;  . (1992). „Homo- and heteronuclear NMR studies of the human retinoic acid receptor beta DNA-binding domain: sequential assignments and identification of secondary structure elements.”. Biochemistry. 31 (28): 6474—80. PMID 1321662. doi:10.1021/bi00143a017.
- Berrodin, T. J.; MS, Marks; Ozato, K.;  . (1992). „Heterodimerization among thyroid hormone receptor, retinoic acid receptor, retinoid X receptor, chicken ovalbumin upstream promoter transcription factor, and an endogenous liver protein.”. Mol. Endocrinol. 6 (9): 1468—78. PMID 1331778. doi:10.1210/me.6.9.1468.
- van der Leede BJ, Folkers GE, Kruyt FA, van der Saag PT (1992). „Genomic organization of the human retinoic acid receptor beta 2.”. Biochem. Biophys. Res. Commun. 188 (2): 695—702. PMID 1332705. doi:10.1016/0006-291X(92)91112-4.
- Prentice A, Matthews CJ, Thomas EJ, Redfern CP (1992). „The expression of retinoic acid receptors in cultured human endometrial stromal cells and effects of retinoic acid.”. Hum. Reprod. 7 (5): 692—700. PMID 1379266.
- Shen, S.; Kruyt, F. A.; den Hertog J;  . (1992). „Mouse and human retinoic acid receptor beta 2 promoters: sequence comparison and localization of retinoic acid responsiveness.”. DNA Seq. 2 (2): 111—9. PMID 1663808. doi:10.3109/10425179109039679.
- de Thé H; Vivanco-Ruiz MM; Tiollais, P.;  . (1990). „Identification of a retinoic acid responsive element in the retinoic acid receptor beta gene.”. Nature. 343 (6254): 177—80. PMID 2153268. doi:10.1038/343177a0.
- Hoffmann, B.; Lehmann, J. M.; XK, Zhang;  . (1991). „A retinoic acid receptor-specific element controls the retinoic acid receptor-beta promoter.”. Mol. Endocrinol. 4 (11): 1727—36. PMID 2177841. doi:10.1210/mend-4-11-1727.
- de Thé H, Marchio A, Tiollais P, Dejean A (1988). „A novel steroid thyroid hormone receptor-related gene inappropriately expressed in human hepatocellular carcinoma.”. Nature. 330 (6149): 667—70. PMID 2825037. doi:10.1038/330667a0.
- Brand, N.; M, Petkovich; Krust, A.;  . (1988). „Identification of a second human retinoic acid receptor.”. Nature. 332 (6167): 850—3. PMID 2833708. doi:10.1038/332850a0.
- Benbrook D, Lernhardt E, Pfahl M (1988). „A new retinoic acid receptor identified from a hepatocellular carcinoma.”. Nature. 333 (6174): 669—72. PMID 2836738. doi:10.1038/333669a0.
- Mattei, M. G.; de Thé H; Mattei, J. F.;  . (1988). „Assignment of the human hap retinoic acid receptor RAR beta gene to the p24 band of chromosome 3.”. Hum. Genet. 80 (2): 189—90. PMID 2844650. doi:10.1007/BF00702867.
- Dejean A, Bougueleret L, Grzeschik KH, Tiollais P (1986). „Hepatitis B virus DNA integration in a sequence homologous to v-erb-A and steroid receptor genes in a hepatocellular carcinoma.”. Nature. 322 (6074): 70—2. PMID 3014347. doi:10.1038/322070a0.
- Si SP, Tsou HC, Lee X, Peacocke M (1995). „Effect of cellular senescence and retinoic acid on the expression of cellular retinoic acid binding proteins in skin fibroblasts.”. Exp. Cell Res. 219 (1): 243—8. PMID 7628539. doi:10.1006/excr.1995.1224.
- Houle, B.; M, Pelletier; Wu, J.;  . (1994). „Fetal isoform of human retinoic acid receptor beta expressed in small cell lung cancer lines.”. Cancer Res. 54 (2): 365—9. PMID 8275470.
- Knegtel, R. M.; Katahira, M.; Schilthuis, J. G.;  . (1993). „The solution structure of the human retinoic acid receptor-beta DNA-binding domain.”. J. Biomol. NMR. 3 (1): 1—17. PMID 8383553. doi:10.1007/BF00242472.